# دون نیکسون
دون نیکسون (به انگلیسی: DeVaughn Nixon) (زاده ۸ ژوئیهٔ ۱۹۸۳) بازیگر آمریکایی است.
از فیلم‌های معروف او می‌توان به بازی در فیلم محافظ شخصی و پرام اشاره کرد.